# Z chałupy
"Z chałupy" – zbiór 40 sonetów Jana Kasprowicza napisanych we wrocławskim więzieniu (uwięziony za uczestnictwo w socjalistycznych, tajnych organizacjach młodzieżowych) w 1887 roku. Sonety wydrukowano w piśmie "Głos" w 1888. Zostały wydane we Lwowie także w 1888 w zbiorze "Poezje".
Wiersze należą do etapu naturalistycznego w twórczości poety, zaś ich tematem są problemy społeczne (w tym klasowe) i obyczajowe. Utwory zostały napisane dziesięciozgłoskowcem ze średniówką po sylabie czwartej. Lucylla Pszczołowska wskazuje, że niektóre z nich mają rytm konsekwentnie anapestyczny.